# Zagradec, Ivančna Gorica
Zagradec este o localitate din comuna Ivančna Gorica, Slovenia, cu o populație de circa  99 de locuitori.